# Carl Betz (Schauspieler)
Carl Betz (* 9. März 1921 in Pittsburgh, Pennsylvania; † 18. Januar 1978 in Los Angeles, Kalifornien) war ein US-amerikanischer Schauspieler.

## Leben und Karriere
Betz begann seine Schauspielkarriere nach dem Abschluss der Highschool am Theater in sogenannten Summer Stock-Produktionen. Nachdem er mehrere Jahre im Zweiten Weltkrieg gedient und anschließend am Carnegie Institution of Washington studiert hatte, arbeitete er zeitweise als Ansager und Discjockey beim Radio. Schließlich zog er nach New York und gab 1952 sein Broadway-Debüt in dem Stück The Long Watch an der Seite von Walter Abel.
Seine erste Filmrolle übernahm ebenfalls im Jahr 1952 in dem Film Vier Perlen, hierfür blieb er noch im Abspann ungenannt. Im darauffolgenden Jahr wirkte er in dem biografischen Filmdrama Gefährtin seines Lebens (The President’s Lady) mit, das das Leben des siebten amerikanischen Präsidenten Andrew Jackson thematisiert. Betz spielte den Schützen Charles Dickinson, der ein Duell mit Jackson nicht überlebt. 1966 war er in dem Elvis-Presley-Film Sag niemals ja als Millionär und Vater einer verwöhnten Tochter (gespielt von Shelley Fabares) zu sehen.
Während seine Kinokarriere insgesamt zweitrangig blieb, konnte Betz im amerikanischen Fernsehen größere Erfolge erzielen. Ab 1950 übernahm er zunächst Gastauftritte in verschiedenen Serien. Ab 1958 wurde er durch die Familienserie Mutter ist die Allerbeste (Originaltitel The Donna Reed Show) sehr bekannt, in der er acht Jahre an der Seite von Donna Reed deren Fernseh-Ehemann Dr. Alex Stone verkörperte. Im Anschluss erzielte Betz einen weiteren Erfolg mit der Gerichtsserie Der Strafverteidiger (Originaltitel Judd, for the Defense), in der er von 1967 bis 1969 die Titelfigur des Strafverteidigers Clinton Judd darstellte. Für seine Darstellung des Judd gewann er 1969 den Golden Globe Award als Bester Serien-Hauptdarsteller (Drama) und im selben Jahr den Emmy Award in der Kategorie Outstanding Lead Actor in a Drama Series.
In den 1970er-Jahren sah man Betz als Gaststar in bekannten Serien wie Die Straßen von San Francisco, Starsky & Hutch und Quincy, in letzterer Krimireihe hatte er 1977 eine seiner letzten Rollen. Im Januar 1978 erlag er 56-jährig im Cedars-Sinai Medical Center einer Erkrankung an Lungenkrebs. Er hinterließ seine Ehefrau Gloria, einen Sohn sowie eine Tochter.

## Filmografie (Auswahl)

### Fernsehserien
- 1950–1954: Inside Detective (3 Folgen)
- 1957: Rauchende Colts (Gunsmoke, Folge 2x20)
- 1957/1958: Wenn man Millionär wär’ (The Millionaire, 2 Folgen)
- 1958: Perry Mason (Folge 1x17 Der Fall mit der undankbaren Mandantin)
- 1958: Alfred Hitchcock präsentiert (Alfred Hitchcock Presents, 2 Folgen)
- 1958–1966: Mutter ist die Allerbeste (The Donna Reed Show, 272 Folgen)
- 1967–1969: Der Strafverteidiger (Judd, for the Defense, 50 Folgen)
- 1968–1974: Nachdenkliche Geschichten (Insight, 3 Folgen)
- 1969, 1971: FBI (The F.B.I., 2 Folgen)
- 1970: Ein Sheriff in New York (McCloud, Folge 1x01)
- 1970: Der Chef (Ironside, Folge 4x06 Das falsche Geständnis)
- 1970/1972: Kobra, übernehmen Sie (Mission: Impossible, 2 Folgen)
- 1971: Twen-Police (The Mod Squad, Folge 3x16)
- 1972: Cannon (Folge 2x12)
- 1972: Die Straßen von San Francisco (The Streets of San Francisco, Folge 1x11 Die Kugel)
- 1973: Barnaby Jones (Folge 2x09)
- 1973: Der Magier (The Magician, Folge 1x06 Gut verpackt ist halb gestorben)
- 1974: Dr. med. Marcus Welby (Marcus Welby, M.D., Folge 6x09 Keine Götter in Sicht)
- 1975: Die knallharten Fünf (S.W.A.T., Folge 2x07)
- 1976: Starsky & Hutch (Folge 1x17)
- 1977: Quincy (Quincy, M.E., Folge 2x06)

### Kino- und Fernsehfilme
- 1952: Vier Perlen (O. Henry’s Full House)
- 1952: My Pal Gus
- 1953: Gefährtin seines Lebens (The President’s Lady)
- 1953: Verhängnisvolle Spuren (Inferno)
- 1966: Sag niemals ja (Spinout)
- 1971: That Lady from Peking
- 1975: Der Junge, der mit den Tieren sprach (The Boy Who Talked to Badgers, Fernsehfilm)
- 1975: Das Florida-Projekt (The Meal)
- 1976: Kleine Gangster – große Beute (Brinks: The Great Robbery, Fernsehfilm)